# Monge (classe de personagem)

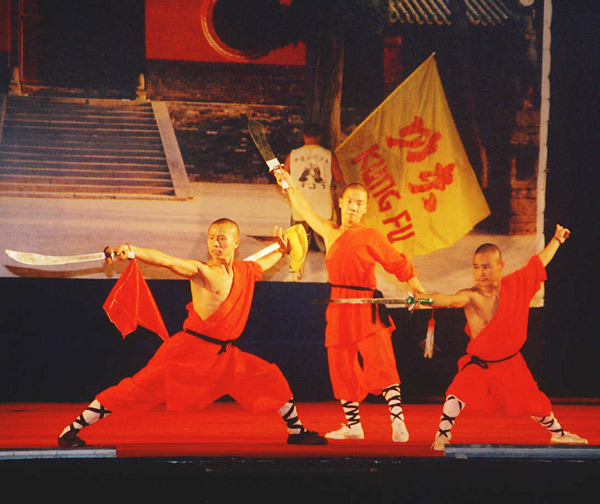
A classe monge se assemelha aos monges lutadores do Oriente

Em jogos de RPG, o Monge é uma classe de personagens típica de cenários de fantasia medieval, dentre os quais se destacam os jogos Dungeons & Dragons, também  chamado de D&D, GURPS e Pathfinder Roleplaying Game. Monges são personagens com habilidades em artes marciais e têm estratégias muito poderosas.

## Visão Geral

### Disciplina e Foco
Os monges são pessoas que buscam a perfeição espiritual através da meditação da contemplação, e a perfeição corporal, através de um intenso controle e treinamento em artes marciais. Devido ao seu treinamento em artes marciais, geralmente a arma mais perigosa de um monge é seu próprio corpo. Alem de conseguir causar mais dano desarmado que uma pessoa normal, seu treino geralmente o concede ataques mais rápidos e a capacidade de acertar pontos vitais de uma criatura a fim de atordoá-lo.
O treinamento físico ao qual se submetem também permite que realizem feitos impressionantes, como segurar flechas em pleno voo e saltar muito mais longe. Já o treinamento espiritual lhes concede força de vontade descomunal, alem de controle absoluto sobre sua própria mente. Os monges ficcionais geralmente são capazes de sentir e controlar o ki. Monges geralmente aparecem como seguidores de filosofias orientais, como o budismo ou o taoísmo.
Monges podem ser bons ou maus, dependendo da linha filosófica adotada por sua ordem ou monastério (ou possível juramento). Algumas podem pregar o bem e a ajuda ao próximo como meio de alcançar a perfeição. As baseadas no taoísmo podem pregar a neutralidade do universo e, por fim, outras podem pregar que uma pessoa deve tomar qualquer caminho necessário para alcançar a perfeição, não importando se você deverá passar por cima de uma ou duas pessoas para fazer isso.

## Origens Criativas
Em Dungeons & Dragons 3.5 – Animated Series Handbook publicado em 2006, Diana da série animada de Dungeons & Dragons (que no Brasil, recebeu o título de Caverna do Dragão) é descrita como monja, diferente de outras versões onde ela era uma ladra-acrobata", que passou a ser classe prestígio na terceira edição de D&D.

## Características de Classe
A seguir temos uma noção geral das características e habilidades comuns da classe Monge na maioria dos jogos de RPG.

### Lutador Oriental
Pronto para o combate, assim como um guerreiro, o Monge também pode assumir as funções de "Agressor" (Dano) e "Líder/Suporte" (Cura).